# Qods
Qods (persiska قدس) är en stad i provinsen Teheran i norra Iran. Den ligger strax väster om huvudstaden Teheran och har cirka 300 000 invånare. Staden är administrativt centrum för delprovinsen (shahrestan) Qods.